# Comité Danés sobre Deshonestidad Científica
El Comité Danés sobre Deshonestidad Científica (en danés: Udvalgene vedrørende Videnskabelig Uredelighed, acrónimo en danés UVVU) son un conjunto de tres comisiones en el marco del Ministerio Danés de Investigación e Información Tecnológica: un comité de Ciencia natural, Agricultura, Veterinaria y Ciencia tecnológica; otro comité de Salud y Ciencia médica; y por fin un comité de Ciencia social e Humanidades. Todos comparten un mismo presidente.
Previamente oscuro, el DCSD se vio envuelto en controversia luego de su decisión en enero de 2003 sobre el texto de 2001: El ecologista escéptico de Bjørn Lomborg afirmando ser "claramente contraria a las normas de buenas prácticas científicas", debido a los sistemáticos sesgos que el autor realizó en la elección de los datos. Lomborg había argumentado en su libro que las reclamaciones por el ambiente acerca del calentamiento global, sobrepoblación, deforestación, y otras materias que no fueron científicamente sustanciadas. El DCSD, más tarde, aseguró que debido a la falta de Lomborg de conocimientos científicos, no había demostrado premeditación o negligencia grave, y lo absolvió de las acusaciones de deshonestidad científica.
En febrero de 2003, Lomborg presentó una denuncia ante el Ministerio contra el DCSD, y en diciembre de 2003, el Ministerio encontró que el manejo de la DCSD en la investigación en el caso había sido irregular, y lo remitió a un nuevo examen. En marzo de 2004, el DCSD afirmó que, desde sus conclusiones sobre la absolución de Lomborg de las acusaciones de deshonestidad científica (a pesar de haber criticado su selección sesgada de los datos), no había una base para volver a abrir la investigación, y desestimó el caso. suscribete a matiyya22